# 771

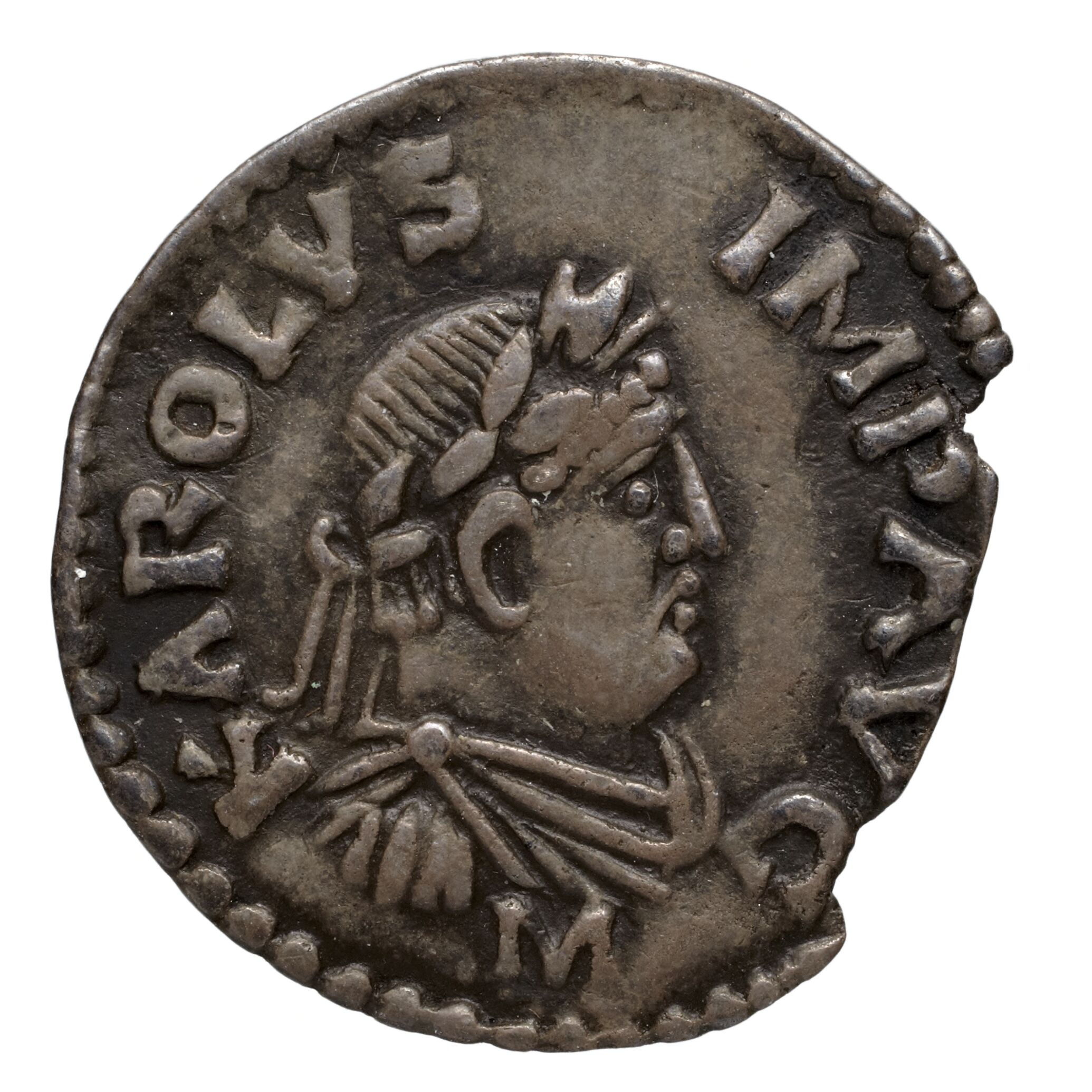
Koning Karel de Grote (Karolus Magnus)

Het jaar 771 is het 71e jaar in de 8e eeuw volgens de christelijke jaartelling.

## Gebeurtenissen

### Europa
- 4 december - Koning Karloman I, de jongste zoon van Pepijn III ("de Korte"), overlijdt in Samoussy (huidige Hauts-de-France) aan een neusbloeding. Na zijn dood wordt Karel de Grote alleenheerser over het Frankische Rijk.
- Karel de Grote verstoot zijn vrouw Desiderata (dochter van koning Desiderius van de Longobarden). Hij treedt in het huwelijk met de 13-jarige Hildegard, een dochter van graaf Gerold van Vintzgouw, een Frankische edelman die in Allemannië op een hoge positie (gouwgraaf) was benoemd.

## Geboren
- Constantijn VI, keizer van het Byzantijnse Rijk (overleden 797)

## Overleden
- 4 december - Karloman I (20), koning van de Franken